# یانگ می کیونگ
یانگ می‌کیونگ (به کره‌ای: 양미경 به انگلیسی: Yang Mi-kyung) (زاده ۲۵ ژوئیه ۱۹۶۱)بازیگر و خواننده و مدل کره جنوبی است. او به دلیل بازی در مجموعه تلویزیونی جواهری در قصر با بازی در نقش بانو هن شناخته شد

## زندگینامه
یانگ می‌کیونگ با نام‌های مستعار یونی، ستاره درخشان و می‌کیونگی متولد ۲۵ ژوئیه ۱۹۶۱ در ججو-دوی کره جنوبی است.او برنده جایزه ویژه بازیگری تلویزیونی در نقش درام و برنده دو جایزه تک‌آهنگ سال ۲۰۰۱ است و دارای مدرک تحصیلی کارشناسی موسیقی و هنرهای زیبا از دانشکده هنر و معماری دانشگاه ایندوک درکره جنوبی است و به زبان‌های کره ای،ژاپنی و کمی ایتالیایی تسلط دارد.این بازیگر متاهل،۱۶۳ سانتی‌متر قد و ۴۴ کیلوگرم وزن دارد و دوست صمیمی کوانگ چو خواننده بزرگ کره جنوبی است. او علاقه زیادی به گل آرایی ، بافندگی و قلابدوزی دارد و در ۱۷ سالگی نفر اول مسابقات بافتنی در مدرسه و منطقه خودشان می‌شود و به خاطره همین موضوع، تصمیم می‌گیرد که یک نمایشگاه کوچک از کارهایش را هم در خانه و هم در دبیرستان به اجرا بگذارد که با استقبال زیادی رو برو نمی‌شود. اما در همین جمعیت کم، شخصی به نام هو سونگ ریونگ به دیدنش می‌آید و با اولین سوالش شیفتهٔ شیطنت کلامی اش می‌شود و وقتی که می فهمد حتی جورابهایش را هم خودش بافته است کلی به او می خندد و در نهایت به او پیشنهاد کار می‌دهد، و این دریچه‌ای برای او می‌شود که به نقل از خودش اولین بار حضور بر روی صحنه تئاتر مثل رفتن زیر گیوتین است. بازی در این نمایش ( به عنوان:جورابی برای بابانوئل ) پلهٔ بلندی برای او می‌شود که واقعاً به او کمک می‌کند تا نقش‌پذیری را یاد بگیرد .او در آن نمایش، فقط یک گل، به عنوان هدیه دریافت کرد.او همچنین در سریال جواهری در قصر نقش بانوهن را ایفا کرد و در طی مصاحبه‌ای اعلام کرد:عاشق آشپزی است و دوست دارد برای اعضای خانواده اش خودش آشپزی کند.وهم چنین گفته‌است:اکنون آشپز ماهری شده‌است و از آشپزی‌هایی که در این سریال انجام داده است بهره بسیاری برده است و آشپزی‌هایی که الان انجام می‌دهد با آنچه قبل از آن انجام می‌داد تفاوت بسیاری کرده‌است و در بین غذاهای کره‌ای در پختن کیمچی و کیک شیفون مهارت زیادی دارد و هم چنین می‌گوید بزرگترین دستاورد این سریال برای او یک افتخار بزرگ بود و مسیر زندگی او را تغییر داد.چون به دیدگاه تازه‌ای در زندگی اش رسید (که مهم نیست دیگران از انسان چه انتظاری دارند باید انسان خودش جایگاهش را پیدا کند). او به سرودن شعر هم علاقه زیادی دارد و یک دموی بیست دقیقه‌ای هم براساس اشعار خودش ساخته است.
یانگ می‌کیونگ یک خواهر و یک برادر هم دارد،او مسیحی و پیرو مذهب کاتولیک است.

## فیلم‌شناسی

### سریال‌های تلویزیونی
1. بیوه - ۱۹۸۴
2. کلاس آبی -۱۹۸۵
3. ادبیات تلویزیون - ۱۹۸۵
4. 그대의 초상 - ۱۹۸۶
5. بهترین فروشندگان تئاتر MBC - 1987
6. باد باد باد - ۱۹۸۷
7. سون ئه بو - ۱۹۸۷
8. زندگی تصویری (درنقش: نام سوک) - ۱۹۸۷
9. ایست! ایست! هی هی (در نقش :سونگ می) - ۱۹۸۸
10. جمهوری دوم (در نقش :کیم جونگ سوک) - ۱۹۸۹
11. شکست نصفه - ۱۹۸۹
12. پله سنگ (در نقش:سو یو را) - ۱۹۹۰
13. مردی سرش را خم کرد (درنقش :جونگ هی) - ۱۹۹۱
14. درخت گل دوست داشتنی (درنقش: یو کیو سو) -۱۹۹۱
15. بالاتر از بالاترین کوه - ۱۹۹۱
16. وقت یک زن (درنقش: جواین سوک) - ۱۹۹۱
17. بهترین تئاتر MBC(خارج در) (درنقش: این هیونگ) - ۱۹۹۱
18. ۷۷ سال - ۱۹۹۲
19. بهترین تئاتر MBC (کفش قرمز) (درنقش :یانگ سوک)- ۱۹۹۲
20. آپارتمان هنگ چون - ۱۹۹۲
21. دو خواهر (درنقش: جین سوک یونگ)- ۱۹۹۲
22. عشق شما (درنقش: لی می سوک)- ۱۹۹۲
23. یکبار یا دوران کودکی - ۱۹۹۳
24. سه خانواده یک سقف - ۱۹۹۳
25. بهترین تئاتر MBC (گردنبند بی‌ارزش) - ۱۹۹۳
26. خانه شوهرتان چگونه است؟ (درنقش: جون جین ئه)- ۱۹۹۳
27. خواهران (درنقش سونگ مال سوک)- ۱۹۹۳
28. رودخانه کهکشان - ۱۹۹۳
29. چالش - ۱۹۹۴
30. جانگ نوک سو- ۱۹۹۵
31. زن خوب، مرد خوب - ۱۹۹۵
32. سوک هی (درنقش: جانگ هیه کیونگ)- ۱۹۹۵
33. جمهوری چهارم (درنقش:کیم اوک سوک)- ۱۹۹۵
34. بهترین تئاتر MBC (گزارش طلاق) (درنقش: سو سونگ)- ۱۹۹۵
35. قدرت عشق (درنقش: چائون می) - ۱۹۹۶
36. داستان‌های شبح - ۱۹۹۶
37. شادی در قلب‌های ما (درنقش :جومون شیم)- ۱۹۹۷
38. آتش بازی (درنقش :دختر خانم، مو)- ۱۹۹۷
39. قطرات - ۱۹۹۷
40. رئیس و همسر - ۱۹۹۷
41. مثل باد، مثل امواج- ۱۹۹۸
42. بهترین تئاتر MBC(انتصاب)- ۱۹۹۸
43. جرثقیل- ۱۹۹۸
44. شاهزاده کوچولو - ۱۹۹۹
45. دعوت- ۱۹۹۹
46. شعله- ۲۰۰۰
47. آیا ما جنوبی هستیم- ۲۰۰۱
48. گوشه - ۲۰۰۱
49. خنک - ۲۰۰۱
50. چگونه یک زوج زندگی کنند؟ (درنقش: می یونگ)- ۲۰۰۱
51. سپتامبر (در نقش :یانگ سون جا)- ۲۰۰۱
52. تابش آفتاب (درنقش:کیم یون سوک)- ۲۰۰۲
53. آلبوم زندگی (درنقش: وول یونگ)- ۲۰۰۲
54. جواهری در قصر- درنقش بانو هن (هن بکیونگ)-۲۰۰۳
55. گوم سون قوی باش (درنقش:یونگ اوک)- ۲۰۰۵
56. جمهوری پنجم (درنقش:یوک یونگ سو)-۲۰۰۵
57. بی چون مو -۲۰۰۵
58. جی کی (درنقش:گی وی بی وون سی)- ۲۰۰۵
59. پادشاه و من (درنقش:مادربزرگ سونگ جونگ (ملکه مادر، جونگ هی))- ۲۰۰۷
60. کانگ وان سوک (درنقش :کانگ وان سوک)-۲۰۰۷
61. گل‌های سرخ و قاصدک‌ها (در نقش: کیم سوک کیونگ (مادر))- ۲۰۱۰
62. دو دوست (درنقش: مادر چاندونگ)-۲۰۱۱
63. خانم ریپلی (درنقش:مادر یوهیون)- ۲۰۱۱
64. دلم برات تنگ شده-۲۰۱۲
65. افسانه خورشید و ماه (درنقش:شین جونگ کیونگ (مادریون وو و یئوم))- ۲۰۱۲
66. ملکه احتمالی (درنقش:لی گوم هی)- ۲۰۱۲
67. مرد زیبا (درنقش: کیم می سوک (مادر ماته)-۲۰۱۳
68. بیا! جانگ بو ری (در نقش:اوک سو (اولین عروس سومی))-۲۰۱۴
69. ماسک (در نقش: کنگ اوک سون(مادر جی سوک ))-۲۰۱۵
70. یون سوی درخشان (در نقش: پارک یون می)-۲۰۱۶